# Reagente de Ellman (DTNB)
O reagente de Ellman (5,5'-ditiobis-(ácido 2-nitrobenzóico) ou DTNB) é um produto químico usado para quantificar o número ou a concentração de grupos tiol em uma amostra. Foi desenvolvido por George L. Ellman.

## Preparação
No artigo de Ellman (1959), ele preparou este reagente oxidando 2-nitro-5-clorobenzaldeído ao ácido carboxílico, introduzindo o tiol via sulfeto de sódio e acoplando o monômero por oxidação com iodo . Hoje, este reagente está prontamente disponível comercialmente.

## Teste de Ellman
Tióis reagem com este composto, clivando a ligação dissulfeto para dar 2-nitro-5-tiobenzoato (TNB−), que ioniza para o di-ânion TNB2− em água em pH neutro e alcalino. Este íon TNB 2− tem uma cor amarela.

Reação de DTNB com um tiol (R-SH).

Essa reação é rápida e estequiométrica, com a adição de um mol de tiol liberando um mol de TNB. O TNB 2- é quantificado em um espectrofotômetro medindo a absorbância da luz visível em 412 nm, usando um coeficiente de extinção de 14.150 M -1 cm -1 para soluções tampão diluídas, e um coeficiente de 13.700 M -1 cm -1 para altas concentrações de sal, como 6 M cloridrato de guanidínio ou 8 M uréia. Infelizmente, o coeficiente de extinção para soluções diluídas foi subestimado na publicação original de 1959, pois 13.600 M -1 cm −1, e como observado em um artigo recente, esse erro persistiu na literatura. O DTNB comercial pode não ser completamente puro, por isso pode exigir recristalização para obter resultados completamente precisos e reprodutíveis.
O reagente de Ellman pode ser usado para medir tióis de baixa massa molecular, como glutationa, tanto em soluções puras quanto em amostras biológicas, como sangue. Também pode medir o número de grupos tiol nas proteínas.